# Vila Marim (Galiza)
Vila Marim (Vilamarín; em espanhol, Villamarín) é um município da Espanha na província 
de Ourense, 
comunidade autónoma da Galiza, de área 55,97 km² com 
população de 2301 habitantes (2004) e densidade populacional de 41,11 hab/km².

## Demografia
| Variação demográfica do município entre 1991 e 2004 | Variação demográfica do município entre 1991 e 2004 | Variação demográfica do município entre 1991 e 2004 | Variação demográfica do município entre 1991 e 2004 |
| --------------------------------------------------- | --------------------------------------------------- | --------------------------------------------------- | --------------------------------------------------- |
| 1991                                                | 1996                                                | 2001                                                | 2004                                                |
| 2286                                                | 2269                                                | 2194                                                | 2301                                                |

## Património edificado
- Castelo de Vilamarín